# Stowarzyszenie Filmowców Polskich
Stowarzyszenie Filmowców Polskich – stowarzyszenie utworzone w 1966, skupiające filmowców polskich i ludzi kina (reżyserów, scenarzystów, animatorów, krytyków filmowych).

## Charakterystyka
Podstawowym celem Stowarzyszenia jest scalenie i ochrona interesów środowiska filmowego. Od roku 1995 ze Stowarzyszeniem działa jednostka organizacyjna – Związek Autorów i Producentów Audiowizualnych (ZAPA). Największym sukcesem SFP jest staranie o uchwalenie ustawy o kinematografii, na mocy której zwiększono środki na produkcję filmową i powołano do życia PISF. Stowarzyszenie szkoli i doskonali młodych twórców taki akcjami jak Stypendia naukowe czy Program 30 minut. Co cztery lata zwoływany jest Zjazd Walny Sprawozdawczo-Wyborczy Stowarzyszenia Filmowców Polskich, podczas którego wybierany jest Prezes i Zarząd Stowarzyszenia. Siedziba Stowarzyszenia mieści się w Warszawie przy ulicy Pańskiej 85.
Decyzją Ministra Kultury 29 maja 1995 wydano stowarzyszeniu zezwolenie na zbiorowe zarządzanie prawami autorskimi do utworów audiowizualnych na następujących polach eksploatacji:
1. utrwalanie,
2. zwielokrotnianie określoną techniką, w tym techniką zapisu magnetycznego oraz techniką cyfrową,
3. wprowadzenie do obrotu,
4. wprowadzenie do pamięci komputera,
5. publiczne odtwarzanie,
6. wyświetlanie,
7. najem,
8. użyczenie,
9. nadawanie za pomocą wizji lub fonii przewodowej albo bezprzewodowej przez stację naziemną oraz nadawanie za pośrednictwem satelity,
10. reemitowanie,
11. publiczne udostępnianie utworu w taki sposób, aby każdy mógł mieć do niego dostęp w miejscu i czasie przez siebie wybranym.

Stowarzyszenie uzyskało również zezwolenie na zarządzanie prawami pokrewnymi przysługującymi producentom utworów audiowizualnych do wideogramów na następujących polach eksploatacji:
1. zwielokrotnianie określoną techniką,
2. wprowadzenie do obrotu,
3. najem,
4. użyczenie,
5. odtwarzanie,
6. nadawanie za pomocą wizji lub fonii przewodowej albo bezprzewodowej przez stację naziemną oraz nadawanie za pośrednictwem satelity,
7. reemitowanie,
8. publiczne udostępnianie wideogramu w taki sposób, aby każdy mógł mieć do niego dostęp w miejscu i czasie przez siebie wybranym.

## Prezesi
- 1966–1978: Jerzy Kawalerowicz – współzałożyciel i pierwszy prezes SFP
- 1978–1981: Andrzej Wajda
- 1983–1990: Janusz Majewski
- 1990–1994: Jan Kidawa-Błoński
- 1994–1996: Jerzy Domaradzki
- 1996–2024: Jacek Bromski[2]
- od 2024: Grzegorz Łoszewski[3][4]